# 斯托夫平 (科列茨區)
50°38′7″N 26°56′20″E / 50.63528°N 26.93889°E
斯托夫平（烏克蘭語：Стовпин）是位於烏克蘭西北部里夫內州裏里夫內區的村莊，始建於1497年，面積2.77平方公里，2001年人口634，人口密度每平方公里229.1人。